# Volkswagen Cup 1993
Volkswagen Cup 1993 — жіночий тенісний турнір, що проходив на кортах з трав'яним покриттям Devonshire Park Lawn Tennis Club в Істборні (Англія). Належав до турнірів 2-ї категорії в рамках Туру WTA 1993. Тривав з 14 до 19 червня 1993 року. Перша сіяна Мартіна Навратілова здобула титул в одиночному розряді й отримала 75 тис. доларів США.

## Фінальна частина

### Одиночний розряд
Мартіна Навратілова —  Міріам Ореманс 2–6, 6–2, 6–3
- Для Навратілової це був 3-й титул в одиночному розряді за рік і 164-й — за кар'єру.[2]

### Парний розряд
Джиджі Фернандес /  Наталія Звєрєва —  Лариса Савченко /  Яна Новотна 2–6, 7–5, 6–1
- Для Фернандес це був 7-й титул у парному розряді за рік і 39-й — за кар'єру.[3] Для Звєрєвої це був 7-й титул у парному розряді за рік і 35-й — за кар'єру.[4]